# Otto Brahm
Otto Brahm (5. februar 1856 i Hamborg - 28. november 1912 i Berlin) var en tysk forfatter og kritiker.
Brahm tog doktorgraden i Jena 1879 og bosatte sig derpå i Berlin. Her blev han 1889 medstifter af selskabet Freie Bühne, som han også ledede, og grundlagde tidsskriftet af samme navn,
som repræsenterede dets tendens. I 1894 blev han leder af Deutsches Theater i Berlin og overtog en halv snes år senere Lessingteatret, som han styrede til sin død.
Blandt hans skrifter kan nævnes Das deutsche Ritterdrama des 18. Jahrhunderts (1880), Gottfried Keller (1883), Heinrich von Kleist (1884), Henrik Ibsen (1884) og Schiller (1888—92; ufuldendt). Et udvalg af hans kritiske skrifter blev udgivet 1913—14 i to bind af Paul Schlenther.